# Luis Pastor
Luis Ángel Pastor Rodríguez (Berzocana, Càceres, 9 de juny de 1952) és un cantautor espanyol.

## Biografia

### Inicis
Va arribar a Madrid a principis dels anys seixanta, a la colònia Sandi (barri de Vallecas).
Des de petit volia ser cantant. Als catorze anys, va deixar el col·legi i va entrar a treballar de botons en una companyia d'assegurances. Als setze anys va comprar la seva primera guitarra. Als disset va escoltar un disc de Paco Ibáñez i va descobrir la poesia.
Va començar cantant a l'església del seu barri, en centres juvenils, en cases particulars i en reunions d'amics. Aquests locals no tenien la infraestructura mínima, i no obstant això aconseguia omplir-los a causa de la temàtica de protesta que les seves cançons transmetien al col·lectiu espanyol desatès de llavors i que elevava des de qualsevol lloc on poguessin reunir-se, amb qualsevol pretext, uns centenars de persones.
En l'estiu de 1970 surt a Europa, recorrent amb la seva guitarra els centres d'emigrants en Alemanya, França i Bèlgica. A punt de complir els vint anys, en la primavera de 1972, abandona el seu ús en la companyia d'assegurances i decideix dedicar-se professionalment a cantar.

### Carrera
La censura franquista va fer que només veiessin la llum quatre cançons del seu primer àlbum.
El segell discogràfic català Als 4 Vents li dona una oportunitat malgrat cantar únicament en castellà, decidint-se a editar els seus primers enregistraments. És en 1972 quan un senzill que conté La huelga del ocio i Con dos años el fa començar a ser apreciat en els cercles de protesta social i política.
En 1973 apareix un nou single que inclou una versió musical d' El niño yuntero de Miguel Hernández junt al tema Hace falta saber.
La companyia Movieplay li rubrica un nou contracte discogràfic a l'abril de 1975, mesos abans del final de la dictadura franquista o franquisme. D'aquesta unió neix el seu primer LP amb el títol de Fidelidad.
Vallecas apareix el 1976, quan encara corren durant la presidència de Carlos Arias Navarro.
En 1977 apareix el seu tercer disc, Nacimos para ser libres, que resulta ser tot un èxit per a un artista d'aquestes característiques: tres LP en tres anys era el ritme habitual dels solistes i grups de música pop de l'època, no el d'un cantautor minoritari que no buscava l'èxit fàcil. La situació política seguia crispada, del que era bona prova l'escàndol que va generar el mateix Pastor des del programa de televisió que dirigia Alfonso Ungría i que, dins de la sèrie Yo canto, dedicaba el reportaje del día al barrio de Vallecas. dedicava el reportatge del dia al barri de Vallecas. Aquest succés va acabar amb la dimissió del director dels programes musicals de TVE.
Després d'aquests tres primers discos va començar a col·laborar amb la Sala El Gayo Vallecano, component música per a alguns de les seves muntatges. En aquells dies, el món dels cantautors havia entrat en crisis: votada i acceptada la Constitució de 1978 i amb un Parlament en el qual es podien expressar les diferents opinions, el paper dels cantautors com a veu dels sense veu perd una de les seves raons de ser. Després de quatre anys de silenci, torna als estudis d'enregistrament per a donar forma al seu quart disc, titulat Amanecer.
L'Ens Públic de Ràdio i Televisió Espanyola li contracta el 1983 per a exercir el paper de cec. Les coplillas que allí cantava, sempre al·lusives a la realitat quotidiana, van servir perquè una nova companyia de discos, la RCA, li oferís gravar el seu cinquè àlbum Coplas del ciego.
El 1985 edita amb la companyia Fonomusic Nada es real, àlbum en el qual comença a notar-se el canvi cap a les maneres musicals de cantautor urbà que experimentaria a partir de llavors. L'arribada de 1986 dona lloc a l'aparició de Por la luna de tu cuerpo.
El 1988 edita amb una nova companyia, Polygram, Aguas Abril. s aquest un dels seus àlbums més personals, ja que excepte dues cançons en les quals apareix com a coautor amb Pablo Guerrero i Cástor, la resta porta només la seva signatura.
L'agost de 1991 grava en directe un LP doble al Teatre romà de Mèrida (Directo), que s'editarà l'any següent amb una nova casa discogràfica, Pasión. El concert va tenir dos convidats d'honor: la veu de Pablo Guerrero i la guitarra de Raimundo Amador.
Grava el seu desè àlbum el 1994, ja directament en format compacte: La torre de Babel, que edita Fonomusic i que té la seva base en un recital en directe en un local de Càceres anomenat precisament La Torre de Babel.
El 1995 crea el seu propi segell musical dins de la discogràfica independent extremenya Jammin amb el nom de Flor de Jara, editant un nou CD triple, Flor de jara, que reuneix el doble de Mèrida i el directe acústic La torre de Babel.
El 1996 edita, adjunt amb la revista El europeo, un disc llibre amb el títol Diario de a bordo. Ja el 1998 i de nou en doble format, la mateixa publicació edit Por el mar de mi mano, que porta el número 11 de la col·lecció d' El europeo. Posteriorment, El europeo trauria com a número 25 de la seva col·lecció al maig de 2002 el discllibre Soy.
Piedra de sol és el primer volum d'una trilogia, iniciada el 2000, de noves versions dedicades a recuperar les cançons històriques de Luis Pastor.
Realitza una incursió en el món dels documentals sota la direcció de Moncho Armendáriz en agost de 2003, titulant a la producció Escenario móvil.
Rep la Medalla d'Extremadura al setembre de 2003.
Al març de 2004, Chico César li grava i produeix Pásalo al març de 2004 al Brasil.
Al març de 2006 publica una recopilació de duos al costat de companys seus com Pedro Guerra, Javier Álvarez, Miguel Ríos, Leo Minas, João Afonso, Luis Barbería, Lourdes Guerra, Dulce Pontes, Bidinte, Martirio, Leo Minax i Chico César. L'àlbum porta per títol Dúos i inclou una cançó inèdita cantada a duo amb Bebe que té el nom Aguas abril.
Al novembre de 2006 s'edita el discollibre En esta esquina del tiempo / Nesta esquina do tempo, onde canta a José Saramago i que es presenta en doble versió: en castellà i en portuguès. Està acompanyat d'artistes com Pasión Vega, João Afonso i Lourdes Guerra.

## Discografia

### Estudi

#### Senzills
- La huelga del ocio / Con dos años (Als 4 Vents, 1972)
- El niño yuntero / Hace falta saber (Als 4 Vents, 1973)

#### Llarga durada
- Fidelidad (Movieplay, 1975)
- Vallecas (Movieplay, 1976)
- Nacimos para ser libres (Movieplay, 1977)
- Amanecer (Movieplay, 1981)
- Coplas del ciego (RCA, 1983)
- Nada es real (Fonomusic, 1985)
- Por la luna de tu cuerpo (Hispavox, 1986)
- Aguas abril (PolyGram, 1988)
- Diario de a bordo (El Europeo, 1996)
- Por el mar de mi mano (El Europeo, 1998)
- Piedra de sol (El Europeo, 2000)
- Soy (El Europeo, 2002)
- Pásalo (52PM16, 2004)
- En esta esquina del tiempo (Ariola, 2006)
- ¿Qué fue de los cantautores? (Sony, 2012)
- El viaje del elefante (El Ángel Caído, 2017)

### Directe
- Directo (Pasión, 1991)
- La torre de Babel (Fonomusic, 1994)

### Recopilatori
- Flor de jara (Flor de Jara, 1995)
- Dúos (Ariola, 2006)